# Gosławice (Petite-Pologne)
Pour les articles homonymes, voir Gosławice.
Gosławice est une localité polonaise de la gmina de Wierzchosławice, située dans le powiat de Tarnów en voïvodie de Petite-Pologne.